# オートモーティブ・インダストリーズ
オートモーティブ・インダストリーズ リミテッド（英: Automotive Industries, Ltd. ヘブライ語: תעשיות רכב נצרת עלית, תע"ר ラテン文字転写: Ta'asiyot Rekhev Natzrat Ilit, AIL）はイスラエルの自動車メーカー。イスラエル治安部隊向け車両の主要サプライヤーであった。
1966年にポーランド系アメリカ人の事業家、ジョセフ・ボクセンバウム（Joseph Boxenbaum）によってノフ・ハガリル（旧:ナザレ・イリト）で創立する。創立当初はフォード・クライスラーの輸入を行っており、製造を開始してからはバンやライトトラックやトラックを中心に行っており、この中でも特に関与していたのが軍用型ダッジ・ラムの製造であった。その後、政府から乗用車の生産も行うよう圧力が掛けられており、この結果、フォード・エスコートを一時製造していた時期があった。
軍用ジープとなるウィリス MBやその派生形、M462 Abir、AIL ストーム、ジープ・ラングラーなどSUVや軍用向け車両の製造会社としての道を歩む結果となっている。このほか、AILはイスラエル国防軍向けハンヴィーの組立も担っていたが、アメリカの対外援助の契約内容からアメリカ工場での製造に切り替わっている。このため工場の稼働が止まったことで2003年に工場閉鎖の危機に陥っており、イスラエル国防軍が新型車両である「Sufa 2」へ投資を行い、このうち1,200両をAILから購入すると発表。しかし実際には100両のみに留まっており（ランドローバーを選択した）、AILは従業員の大半を解雇する結果となっている。2005年に工場の大部分が解体されており、跡地に商業施設であるパワーセンターが建設されている。その後、小規模ながら製造を行っていたが、2019年2月に工場を閉鎖し事業を停止した。

## 製品

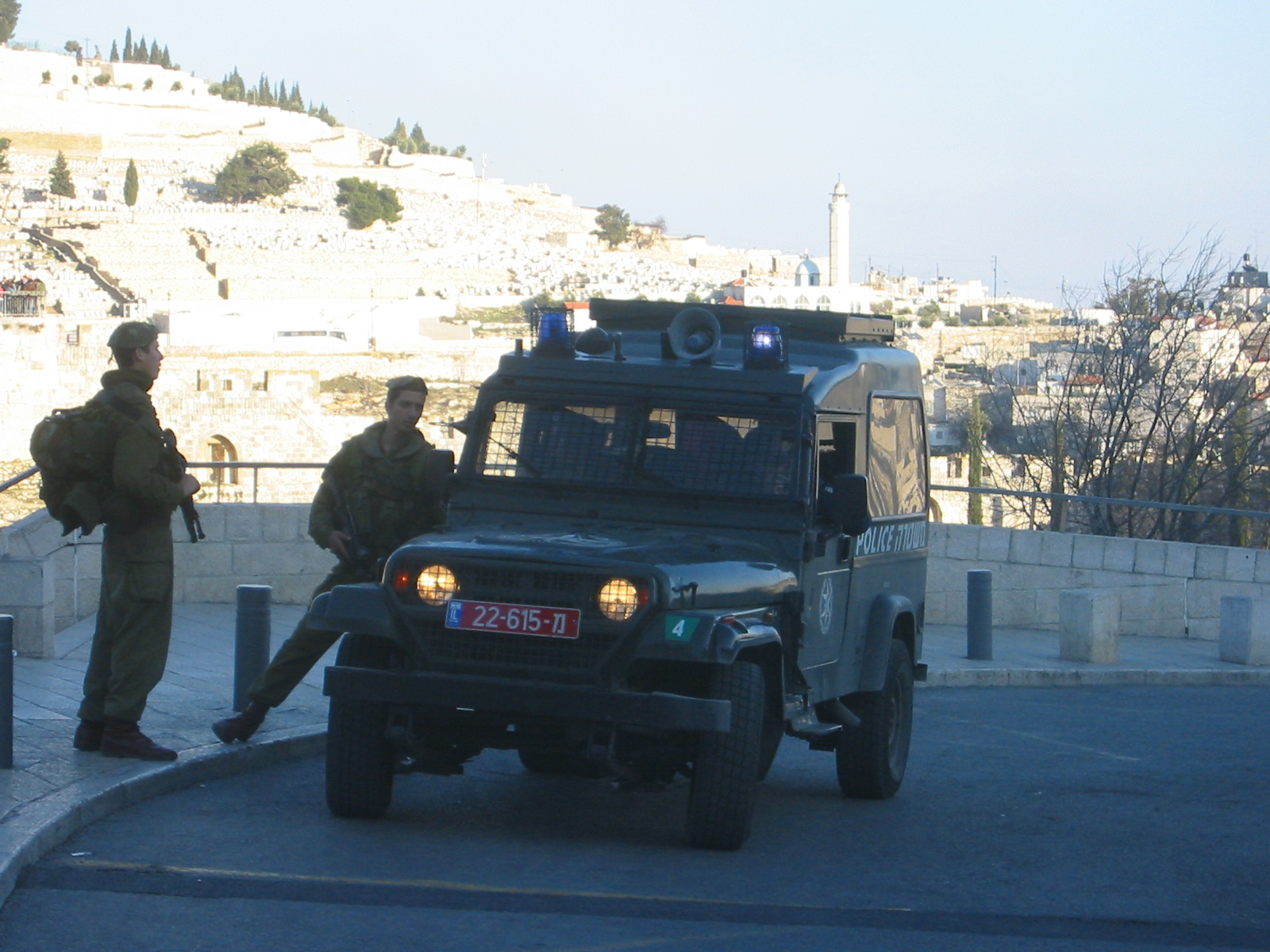
国境警備隊で使用されるストーム

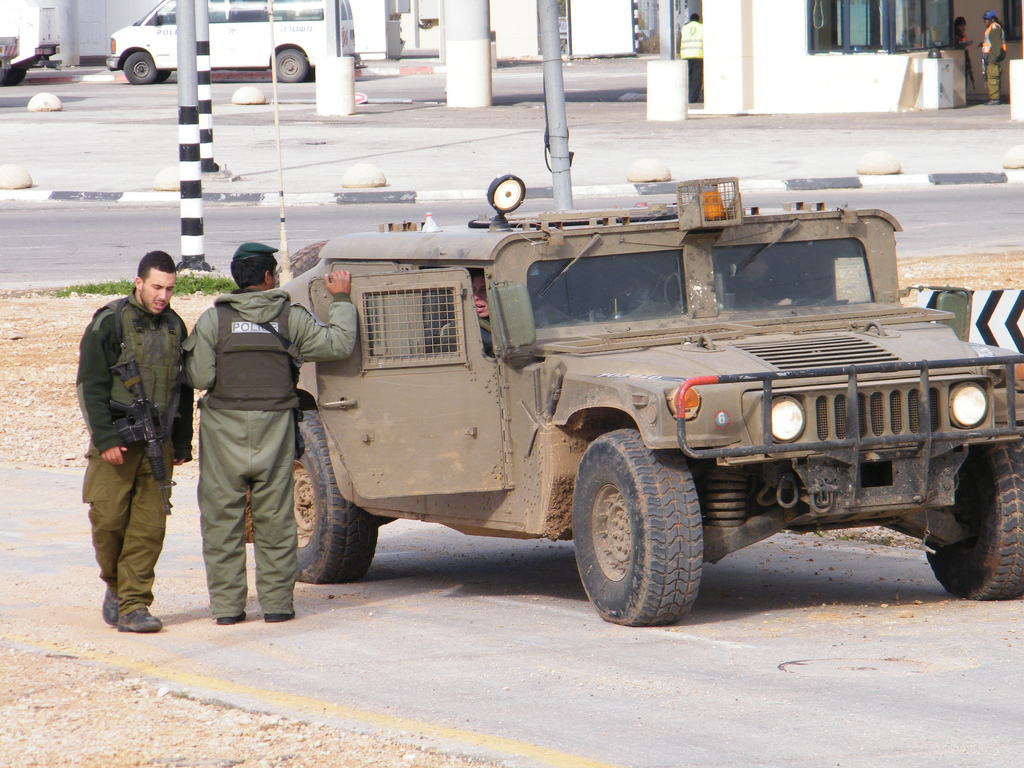
国防軍で使用されるハンヴィー

- AIL ストーム
- ハンヴィー
- AIL Desert Raider

### 生産終了モデル
- Willys MB
- M462 Abir
- M325
- フォード・エスコート

#### 装甲車両
- アンテロープ（Antelope）- ダッジ・ラム550をベースにした多目的装甲車。
- アヴナー（Avner）- ダッジ・ラム550をベースにした装甲車。